# Giuseppe De Fabris

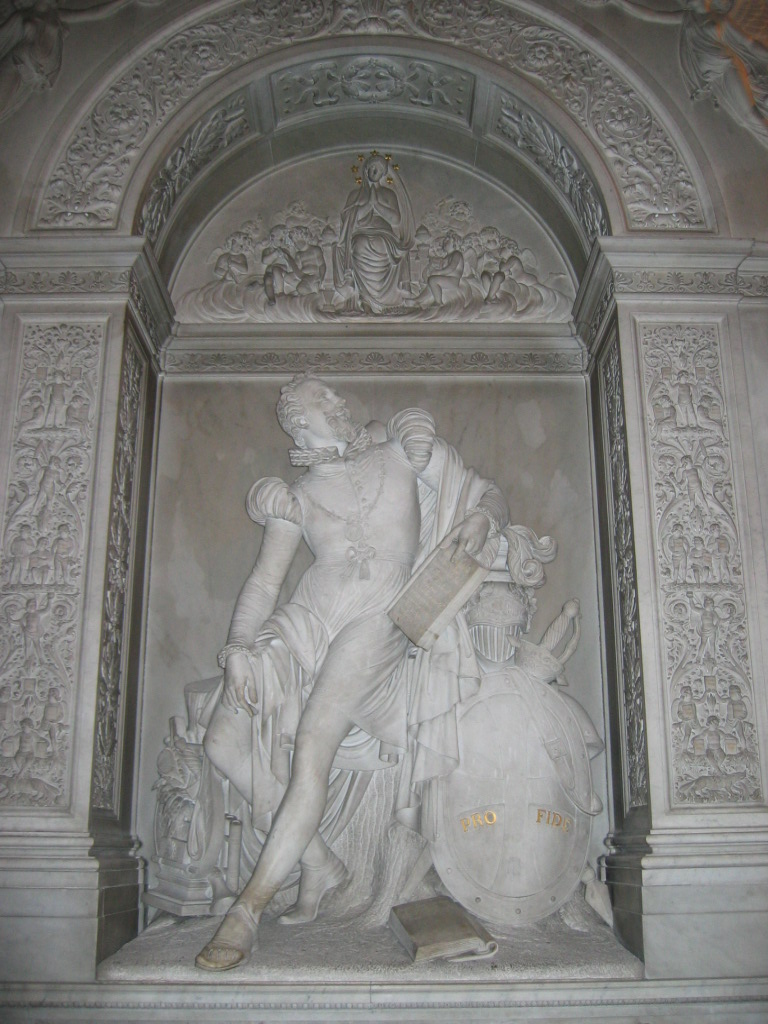
Gravmonument över Torquato Tasso (1857). Sant'Onofrio i Rom.

Giuseppe De Fabris, född 19 augusti 1790 i Vicenza, död 22 augusti 1860 i Rom, var en italiensk skulptör.
Giuseppe De Fabris, som var mycket produktiv, utförde 1833 en byst föreställande renässanskonstnären Rafael, som placerades i anslutning till dennes grav i Pantheon i Rom. År 1836 fick han i uppdrag att förfärdiga påven Leo XII:s staty för dennes gravmonument i Peterskyrkan. Två år senare, 1838, skulpterade han kolossalstatyn Aposteln Petrus, som 1847 placerades framför Peterskyrkans fasad.
Ett av De Fabris sista verk är Torquato Tassos gravmonument (1857) i kyrkan Sant'Onofrio på Janiculum i Rom.